# 慕姓
慕姓是中文姓氏之一，在《百家姓》中排第329位。在现代他是极罕见的姓氏。

## 起源
- 最主要的是鮮卑慕容氏的簡化。

- 古時有大夫北里慕，後人改姓。

## 郡望
- 吴郡：汉时置，今江苏苏州一带。

## 延伸阅读
[在维基数据编辑]
 《百家姓》
 《欽定古今圖書集成·明倫彙編·氏族典·慕姓部》，出自陈梦雷《古今圖書集成》